# Westend, Berlin
Westend är en stadsdel i västra Berlin, tillhörande stadsdelsområdet Charlottenburg-Wilmersdorf, samt även en pendeltågsstation med samma namn från 1877. Den är belägen utanför Berlins ringbana, omedelbart väster om Charlottenburg. Stadsdelen planerades ursprungligen som villaförort till Berlin och döptes efter den fashionabla stadsdelen West End i London, men kom med tiden i de centrala delarna även att bebyggas med hyreshus.  
Westends centrum ligger omkring gatan Reichsstrasse, mellan Theodor-Heuss-Platz och Steubenplatz. 

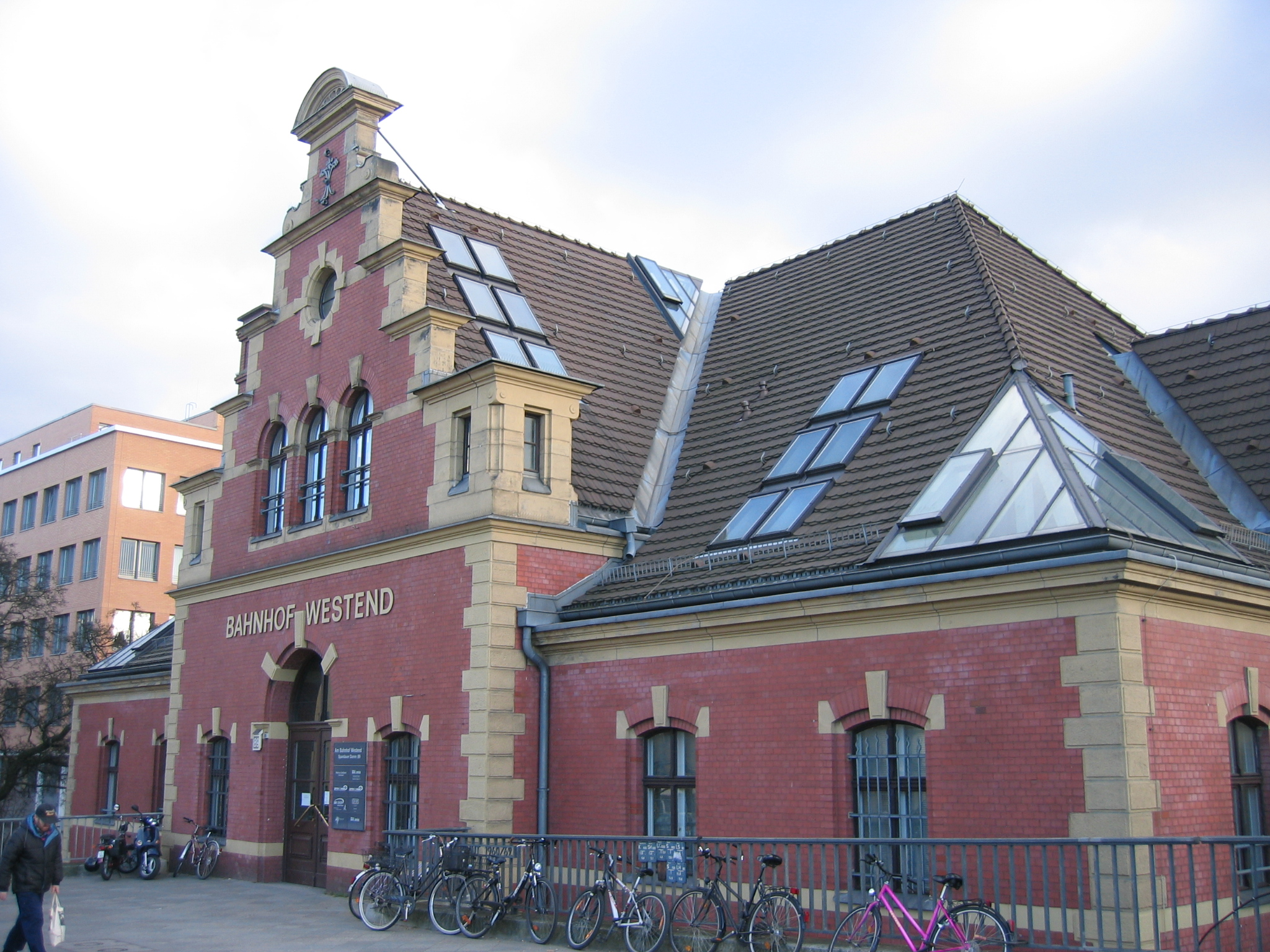
S-Bahn Westend station
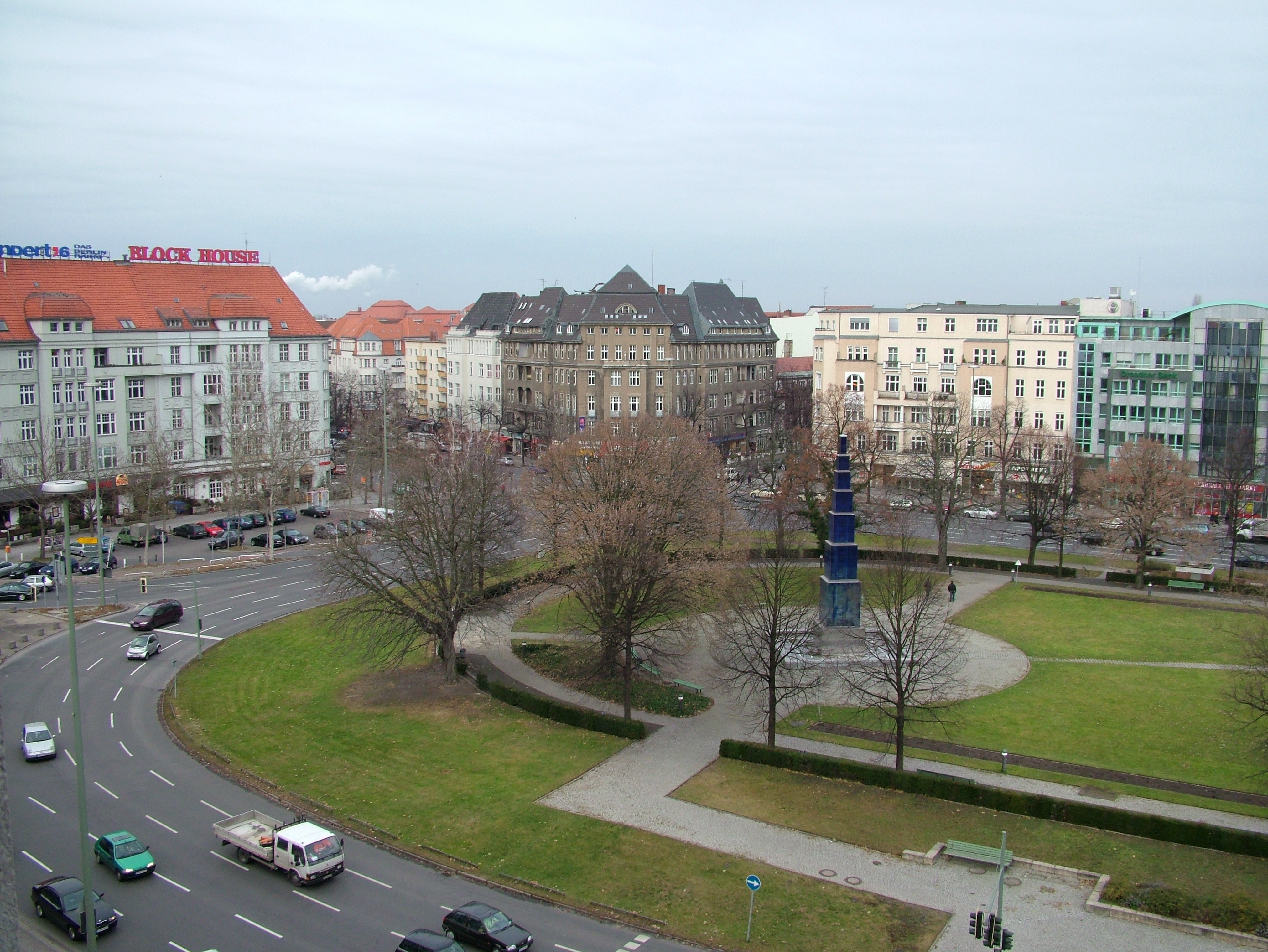
Theodor-Heuss-Platz
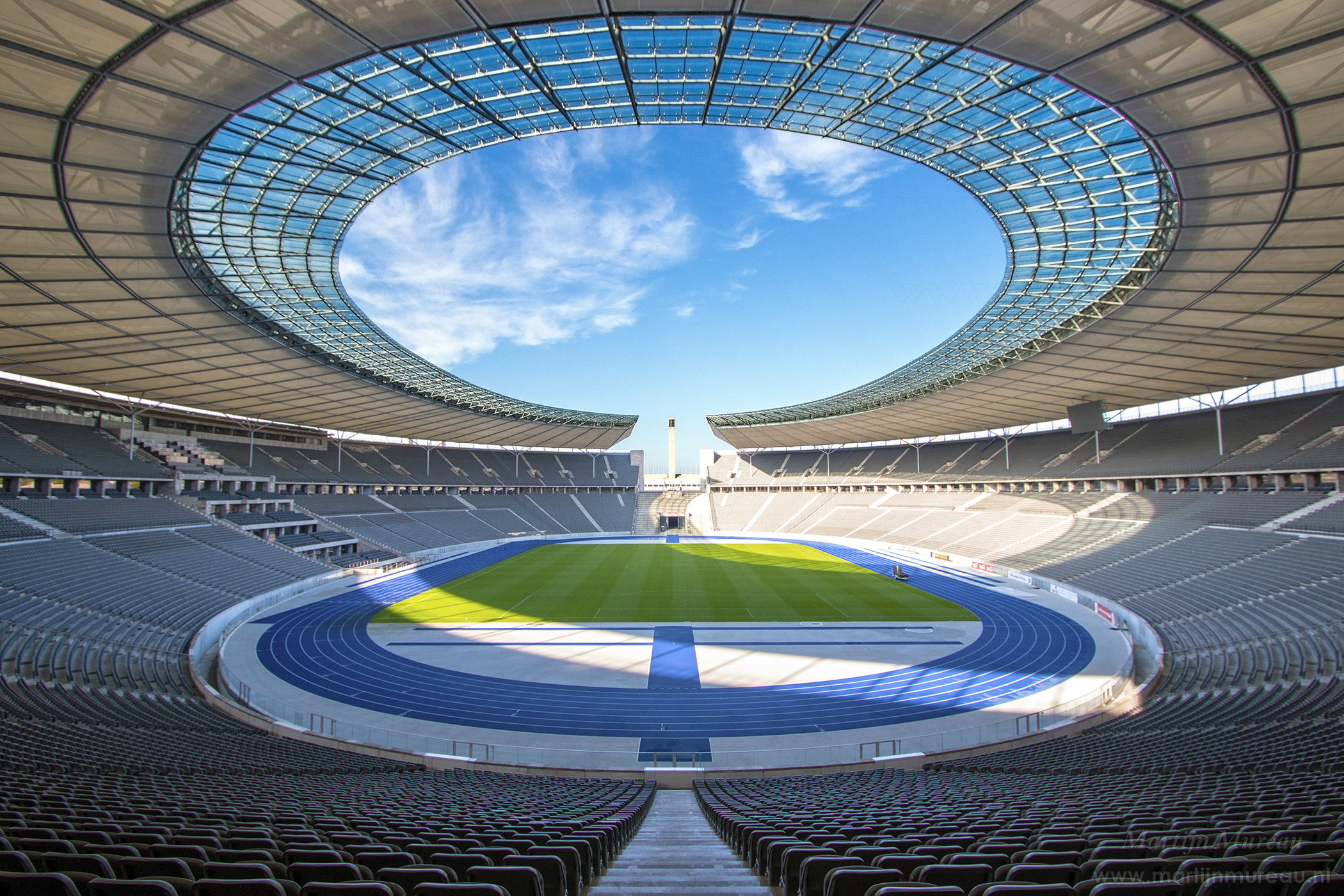
Olympiastadion
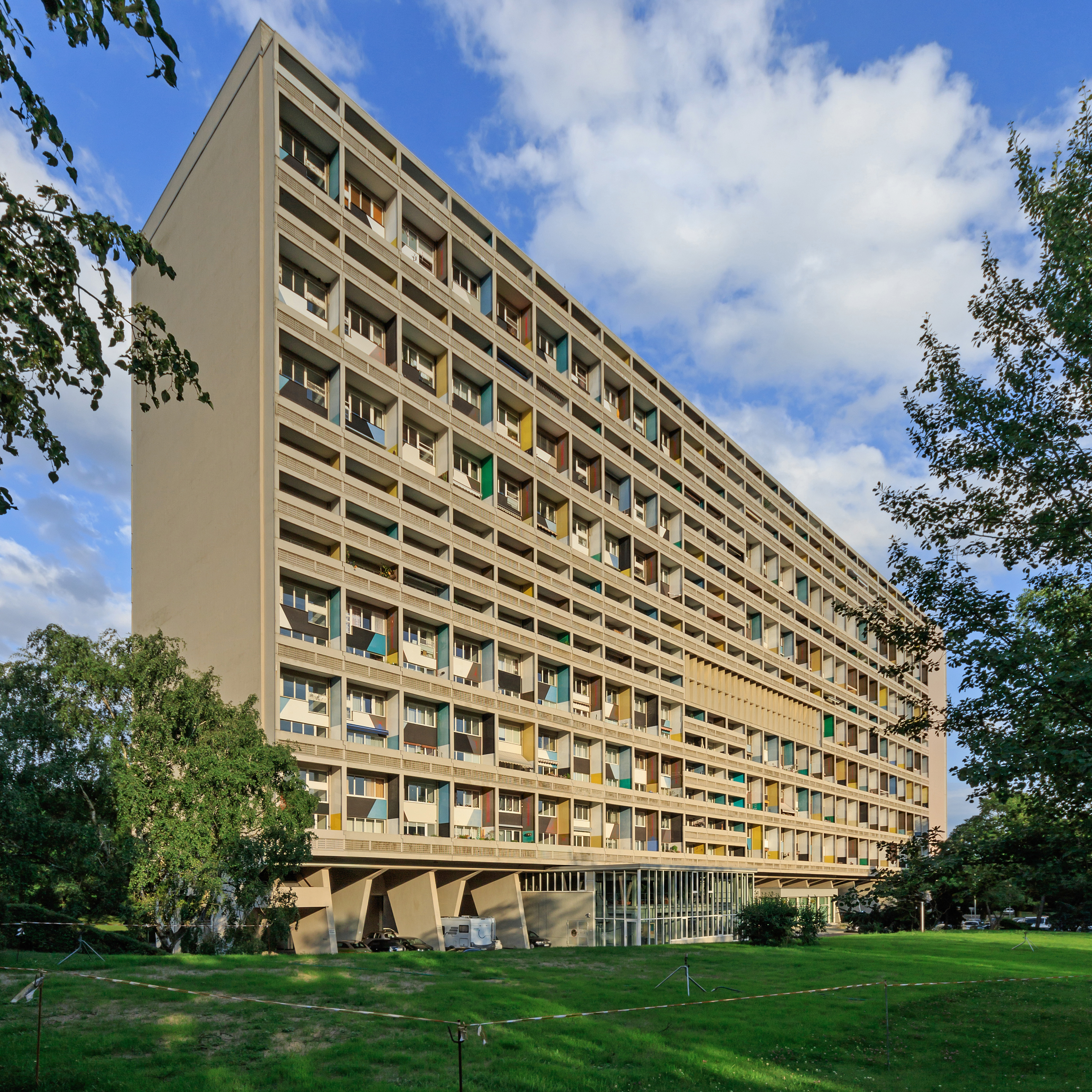
Corbusierhaus, byggt inom ramen för Interbau 1957

## Kända byggnader och sevärdheter
- Berlins Olympiastadion
- Funkturm, Berlins radiotorn.
- Haus des Rundfunks, säte för TV-kanalen Rundfunk Berlin-Brandenburg.
- Berlins mässområde och ICC Berlin, kongresscentrum.
- Waldbühne, utomhusscen för större konsertevenemang.

## Kända Westendbor
- Conrad Ansorge (1862-1930), pianist och kompositör.
- Elly Beinhorn (1907-2007), flygare och författare.
- Günter von Drenkmann (1910-1974), jurist och kammarrättspresident.
- Wilhelm Foerster (1832-1921), astronom.
- Karl-Theodor zu Guttenberg (född 1971), politiker och minister tillhörande CSU.
- Veit Harlan (1899-1964), skådespelare och regissör.
- Paul Hindemith (1895-1963), kompositör.
- Curd Jürgens (1915-1982), skådespelare.
- Robert Koch (1843-1910), läkare och mikrobiolog, nobelpristagare i medicin 1905.
- Georg Kolbe (1877-1947), skulptör.
- Hilde Körber (1906-1969), skådespelare.
- Reinhold Lepsius (1857-1922), impressionistisk porträttmålare.
- Erich Mendelsohn (1887-1953), expressionistisk arkitekt.
- Emil Nolde (1867-1956), expressionistisk konstnär.
- Lilli Palmer (1914-1986), skådespelerska och författare.
- Magda Quandt (1901-1945), sedermera gift med Joseph Goebbels.
- Joachim Ringelnatz (1883-1934), humorist.
- Bernd Rosemeyer (1909-1938), racerförare.
- Thilo Sarrazin (född 1945), politiker och författare.
- Max Schmeling (1905-2005), världsmästare i tungviktsboxning.
- Georg Simmel (1858-1918), filosof och sociolog.
- Richard Strauss (1864-1949), kompositör.
- Robert Walser (1878-1956), författare.
- Kurt Weill (1900-1950), kompositör.
- Ulrich von Wilamowitz-Moellendorff (1848-1931), filolog.